# Amarillo
Amarillo – miasto w Stanach Zjednoczonych, w regionie Llano Estacado, w północno-zachodniej części Teksasu. Według spisu z 2020 roku przekroczyło liczbę 200 tys. mieszkańców i jest 15. co do wielkości miastem w stanie. 
Znajduje się w centrum rolniczego regionu Texas Panhandle, tuż obok Kanionu Palo Duro.

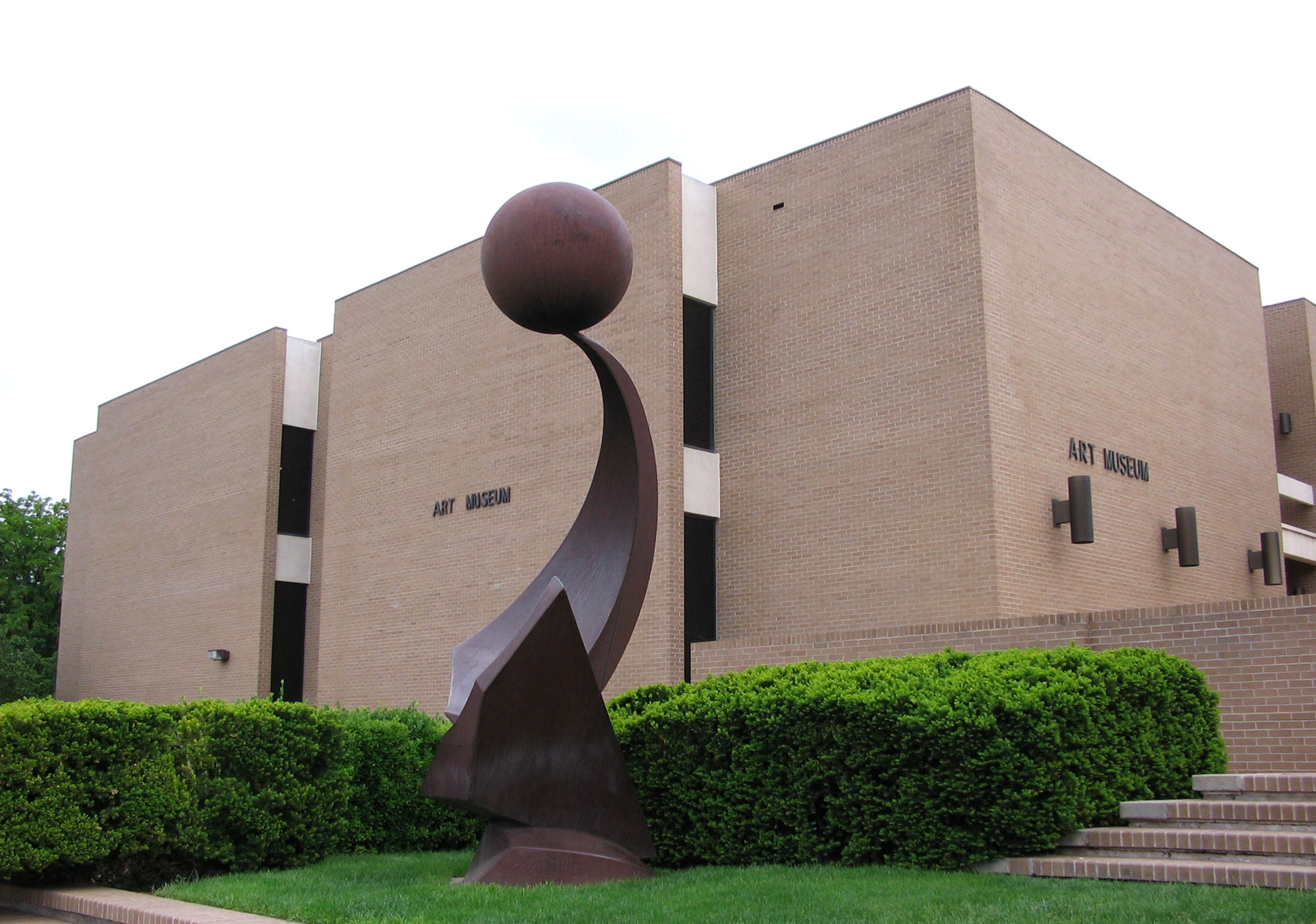
Muzeum Sztuki Amarillo

## Dane ogólne
Ośrodek wydobycia ropy naftowej i gazu ziemnego, pozyskiwania helu; przemysł petrochemiczny,
zbrojeniowy (do niedawna montaż głowic atomowych), środków transportu, spożywczy (produkcja mięsa wołowego). Ważny węzeł komunikacyjny.

## Historia
Miasto, początkowo nazywane Oneida, powstało w 1887 roku jako obóz budowy kolei, a w latach 90. XIX wieku stało się jednym z najbardziej ruchliwych ośrodków transportu bydła na świecie. Jego znaczenie wzrosło po 1900 r., kiedy w regionie rozwinęły się uprawa pszenicy i hodowla. Odkrycie złóż ropy naftowej i gazu ziemnego w latach dwudziestych XX w. sprzyjało rozwojowi przemysłu.

## Demografia

### Rasy i pochodzenie
Według danych pięcioletnich z 2022 roku, 72,6% mieszkańców Amarillo stanowi ludność biała (52,2% nie licząc Latynosów), 11% było rasy mieszanej, 7,1% to czarni lub Afroamerykanie, 4,1% Azjaci, 0,8% rdzenna ludność Ameryki i 0,2% pochodziło z wysp Pacyfiku. Latynosi stanowią 34,2% ludności miasta. 11,4% mieszkańców urodziło się poza granicami Stanów Zjednoczonych. 
Do największych grup należą osoby pochodzenia meksykańskiego (30,1%), niemieckiego (8,4%), angielskiego (8,3%), irlandzkiego (7,4%) i „amerykańskiego” (5,5%). 4 tys. osób pochodzi z Afryki Subsaharyjskiej. 

## Religia

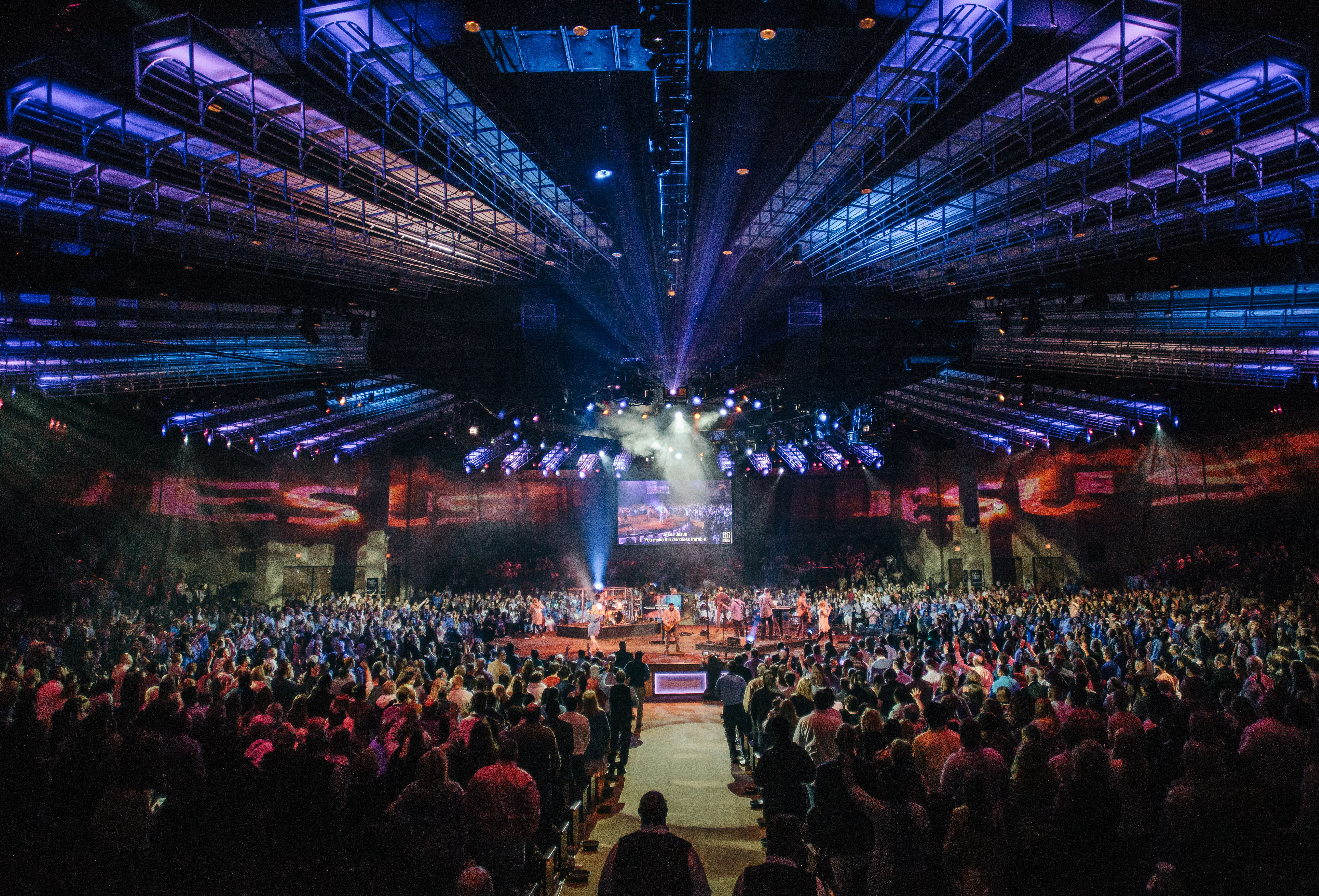
Wnętrze ewangelikalnego megakościoła Trinity Fellowship Church.

Amarillo jest jedną z najbardziej ewangelikalnych metropolii w stanie i w kraju, gdzie w 2010 roku połowa (49,7%) mieszkańców deklarowała członkostwo w zarejestrowanych Kościołach ewangelikalnych. Nurt tych kościołów obejmuje (dane z 2020): bezdenominacyjne zbory (55,4 tys.), baptystów (50,5 tys.), campbellitów (9,2 tys.) i zielonoświątkowców (28 zborów). 
Do innych większych grup religijnych w aglomeracji Amarillo, należą:
- Kościół katolicki – 24 474 członków w 16 parafiach,
- Zjednoczony Kościół Metodystyczny – 9037 członków w 16 kościołach,
- mormoni – ok. 4 tys. wyznawców w 9 świątyniach,
- świadkowie Jehowy – 2538 wyznawców w 11 zborach,
- czarni protestanci (głównie zielonoświątkowcy i baptyści) – 2166 członków,
- muzułmanie – 1373 wyznawców,
- afrykańskie kościoły ortodoksyjne – 1020 członków.

## Galeria

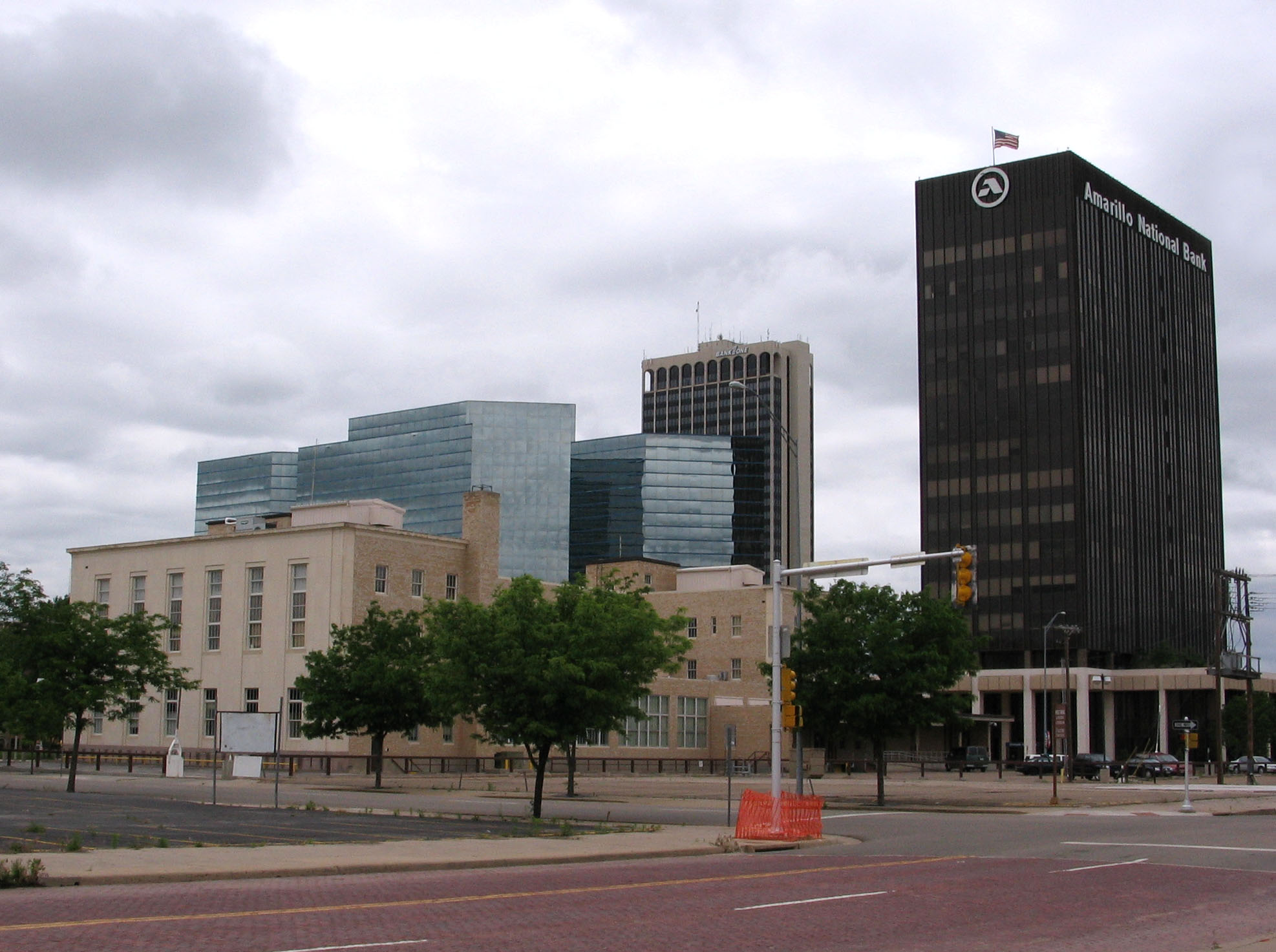
Centrum Amarillo
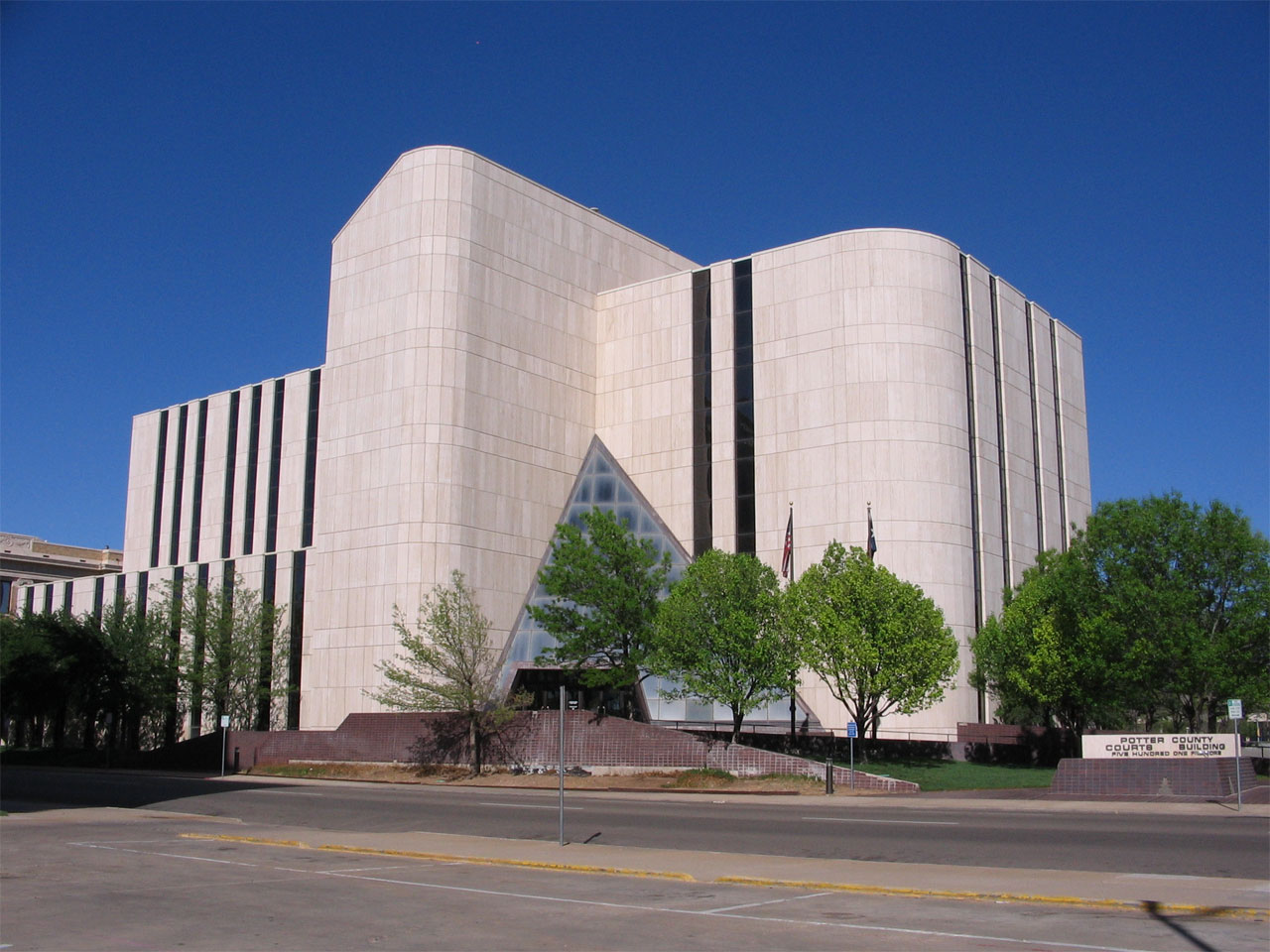
Budynek Sądu Okręgowego
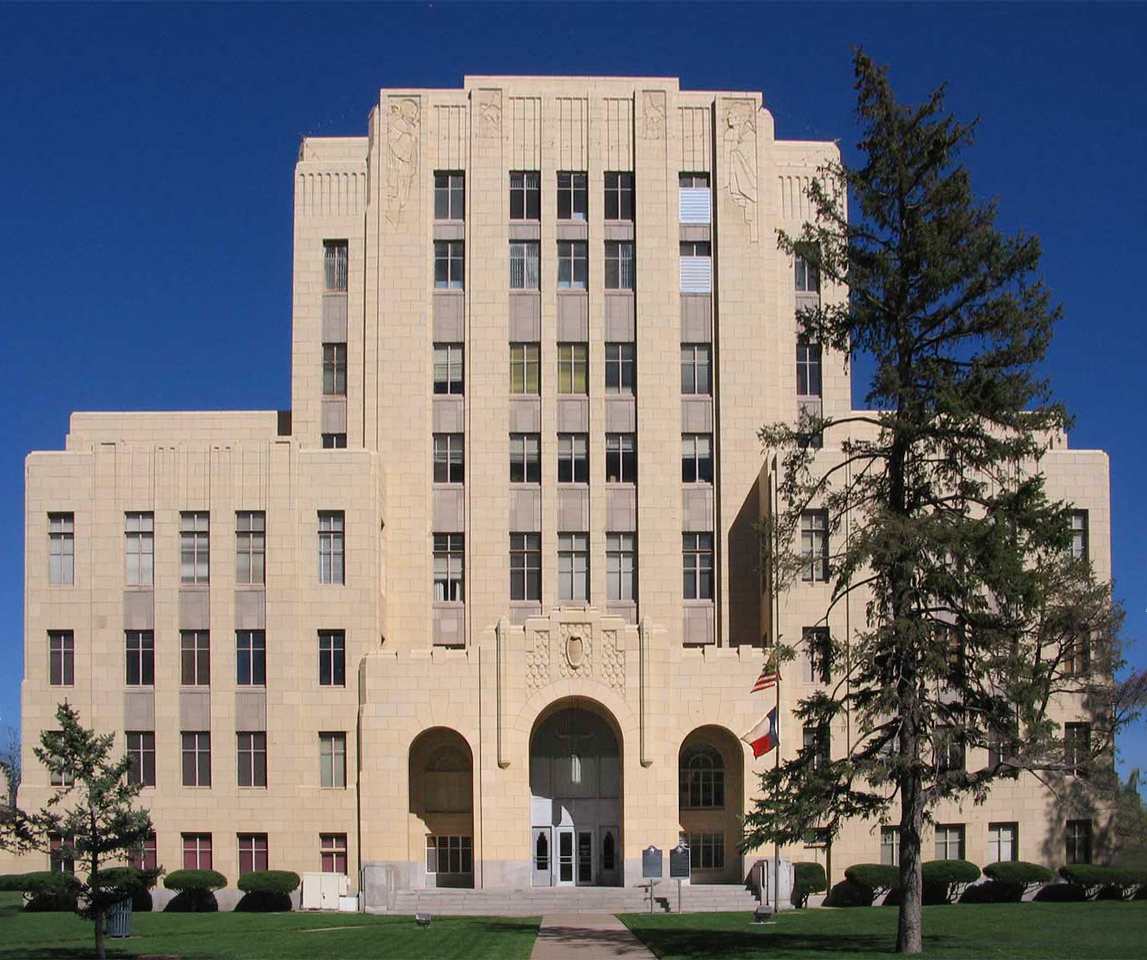
Siedziba sądu hrabstwa Potter
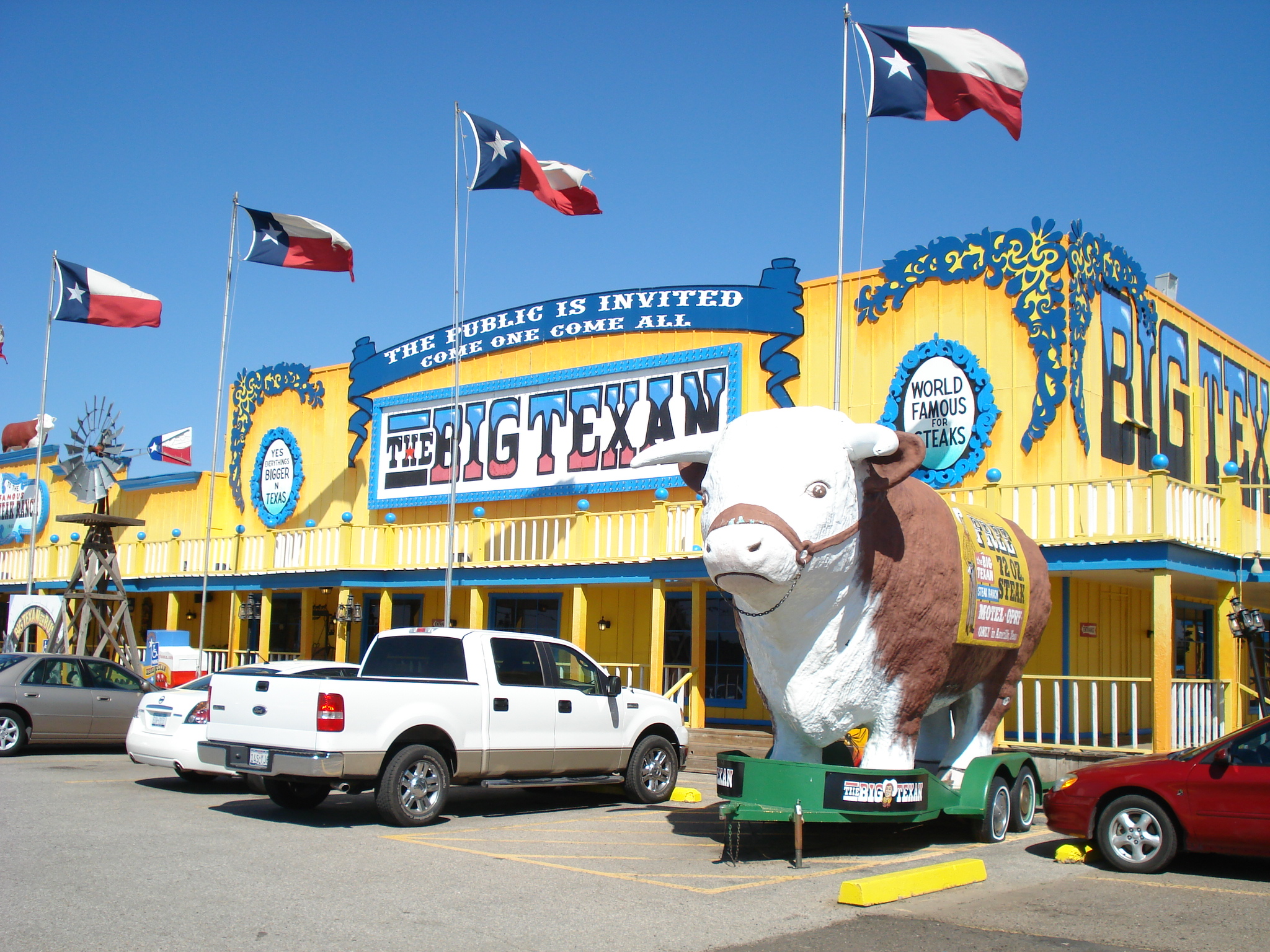
Słynna restauracja i motel Big Texan Steak Ranch
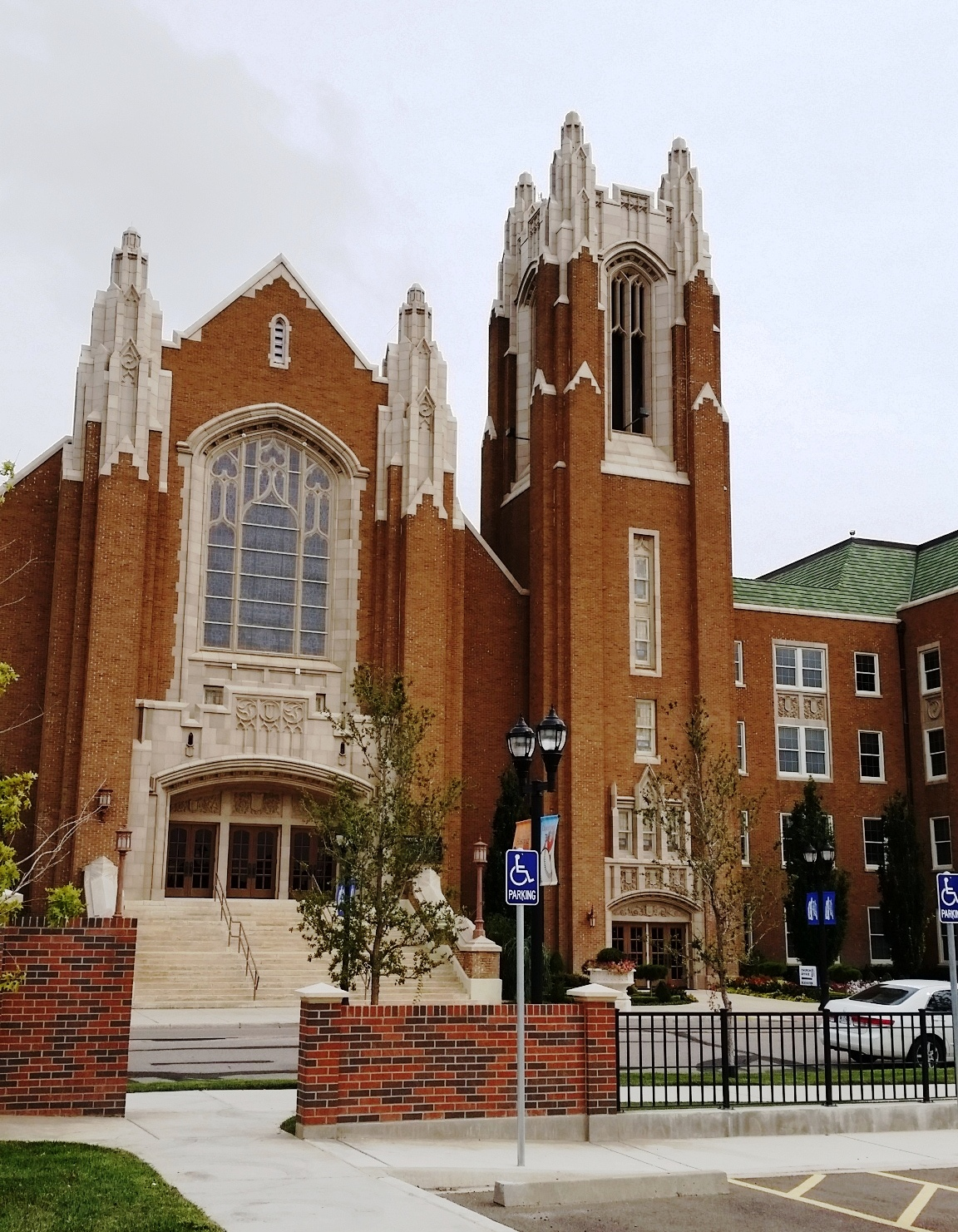
Kościół metodystyczny
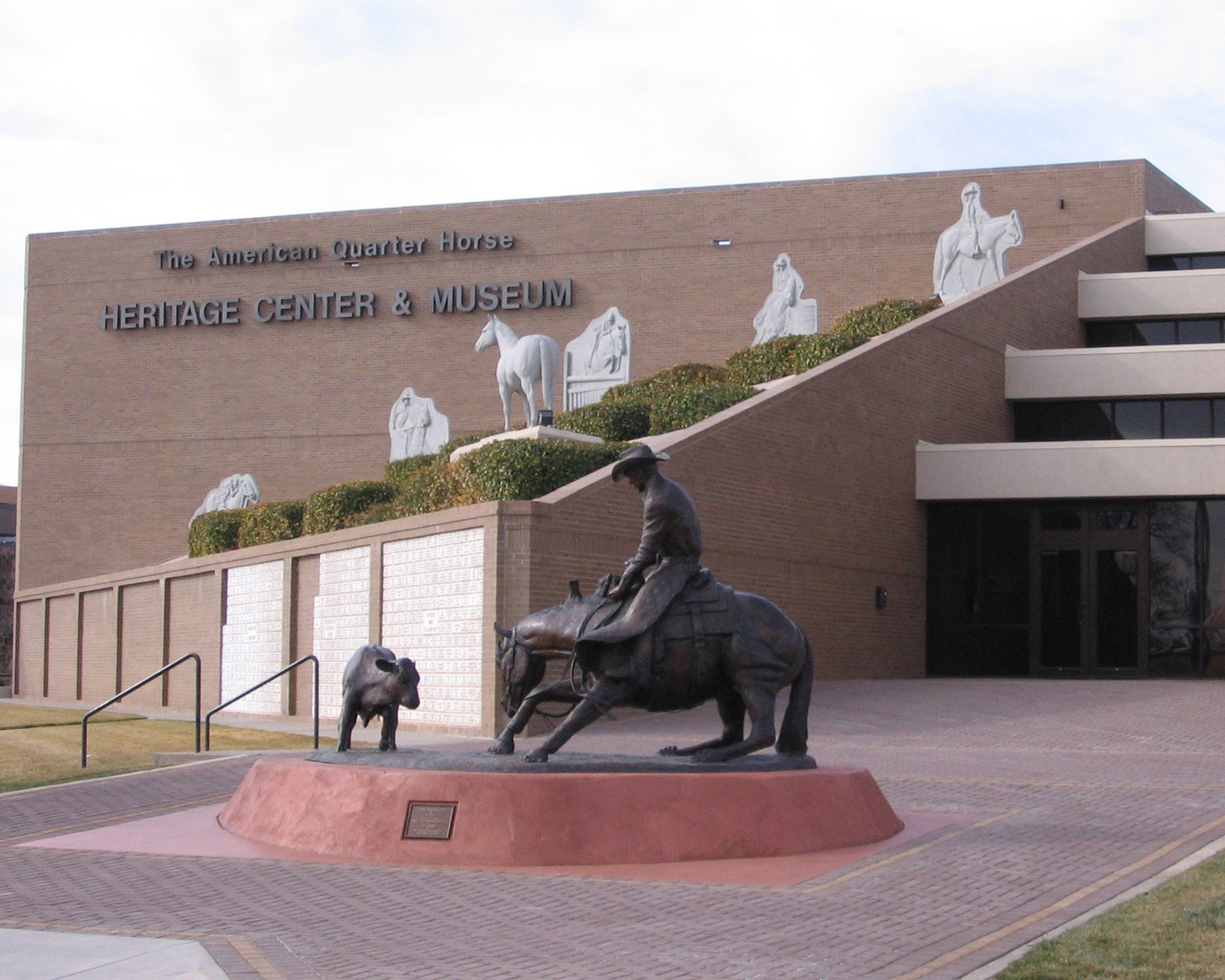
Muzeum związane z końmi
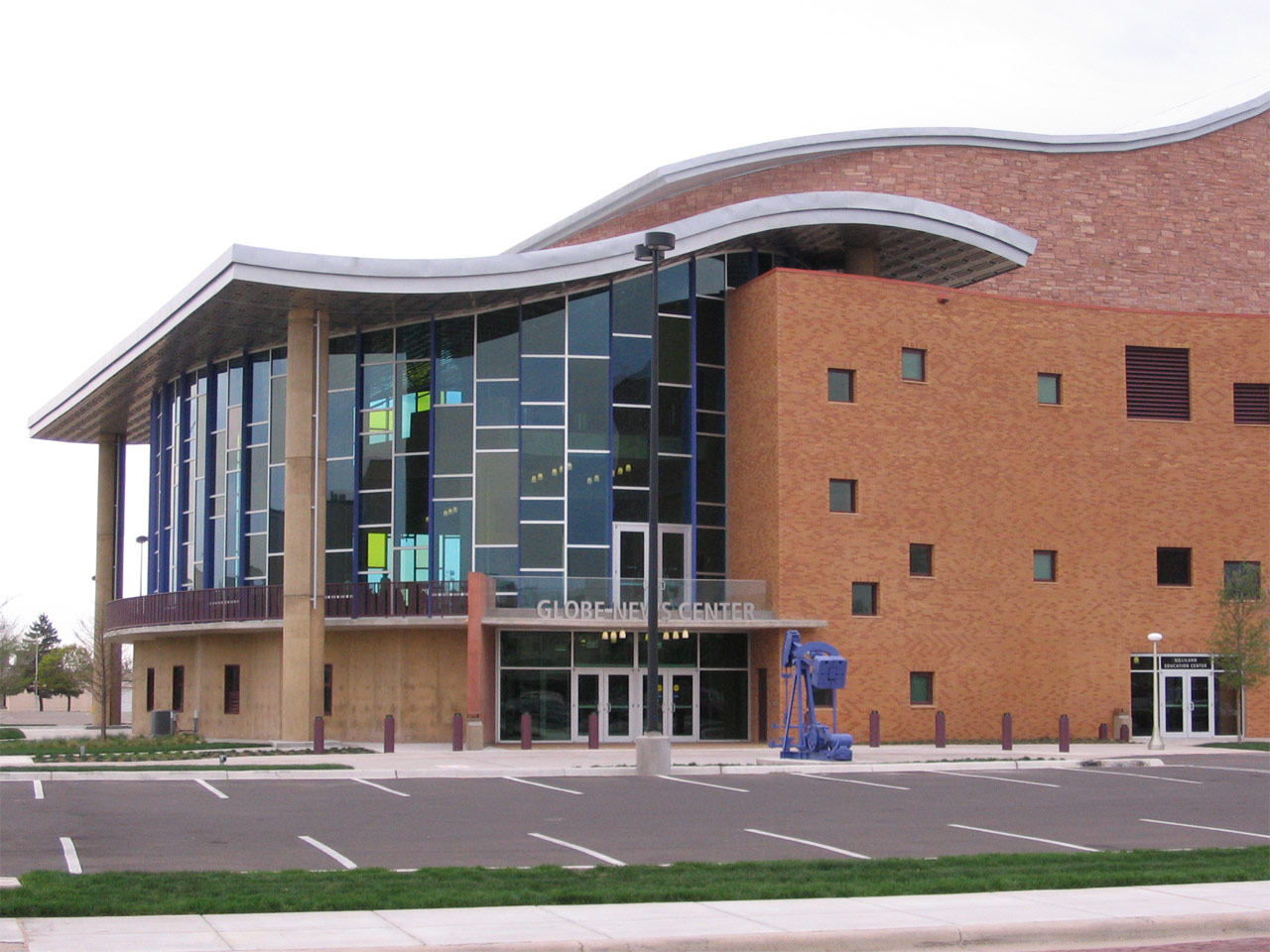
Centrum Sztuk Widowiskowych
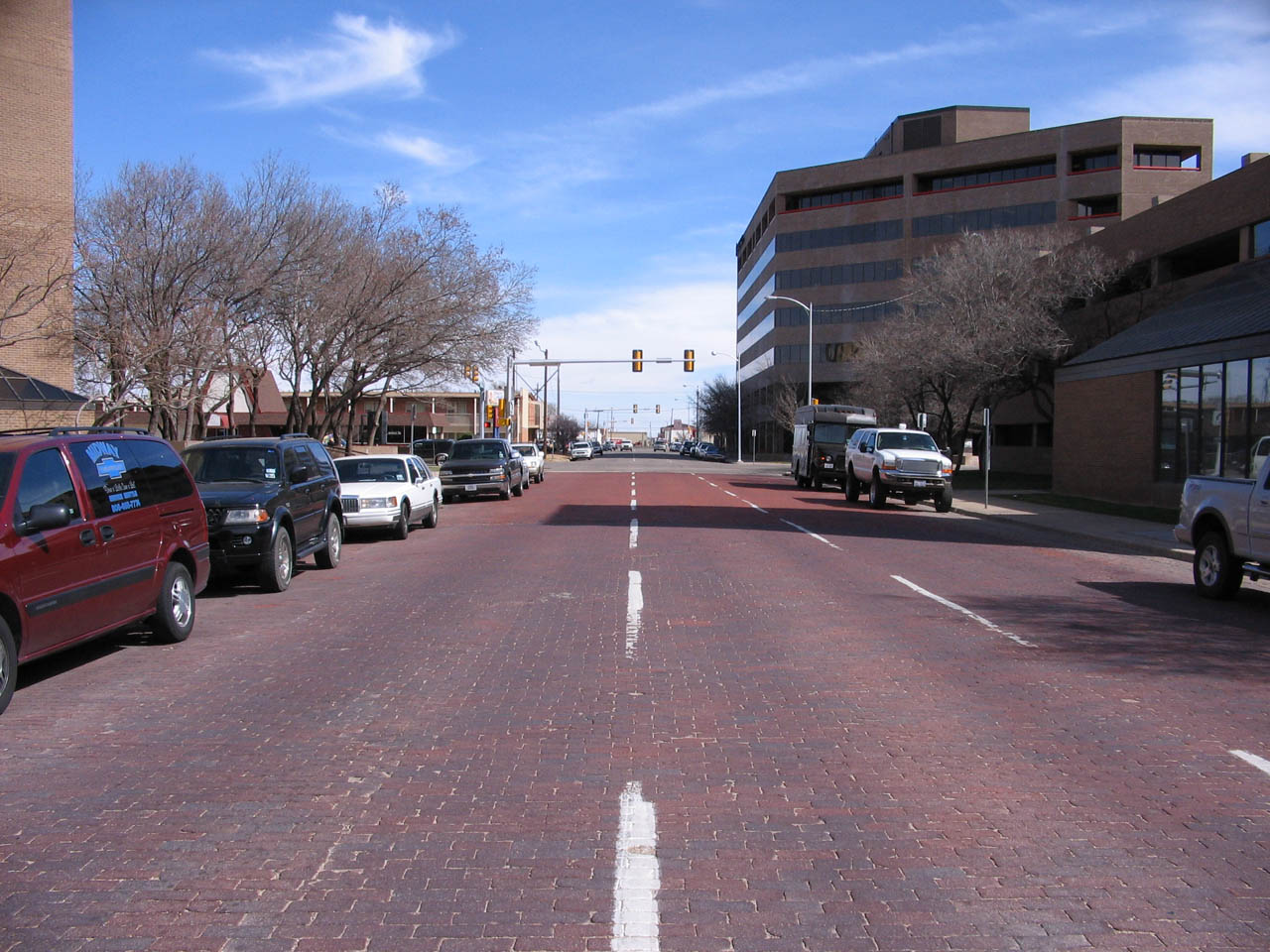
Ceglana ulica
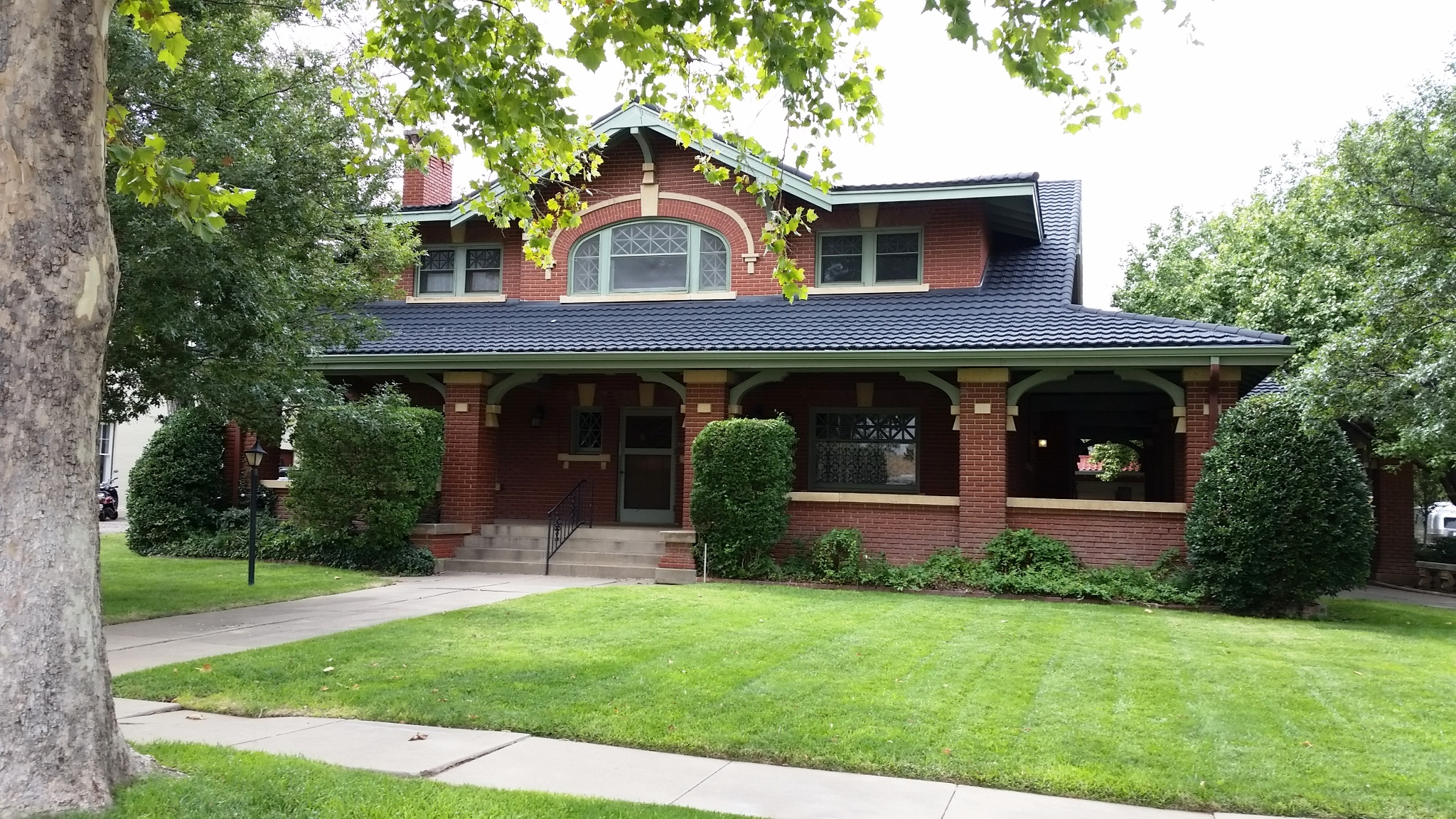
Shelton-Houghton House
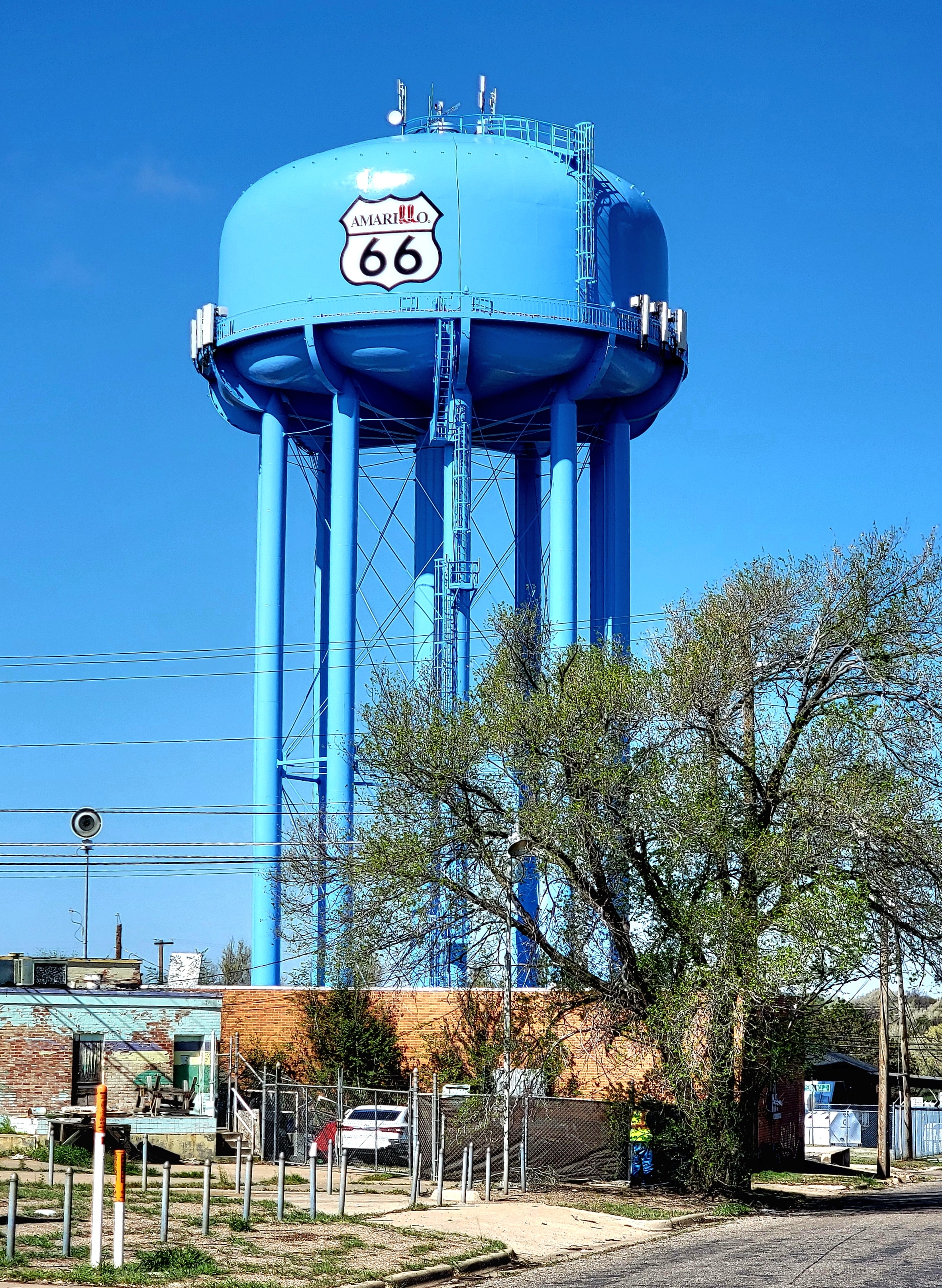
Wieża ciśnień
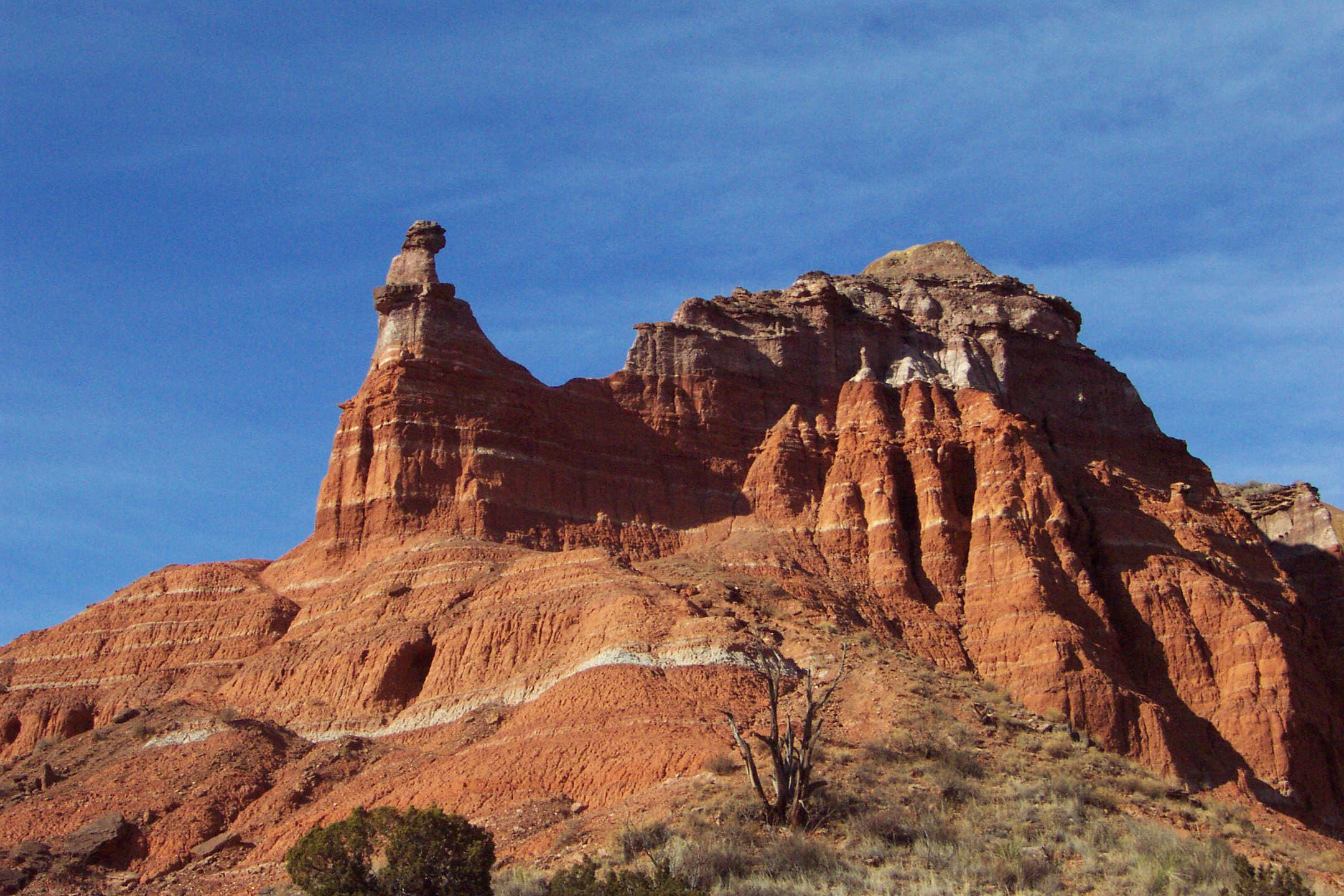
Komin skalny kanionu Palo Duro, położony 20 km na południowy wschód od Amarillo

## Urodzeni w Amarillo
- Cyd Charisse (1922–2008) – aktorka i tancerka[7]
- Joe Ely (ur. 1947) – piosenkarz i gitarzysta
- Carolyn Jones (1930–1983) – aktorka
- George Saunders (ur. 1958) – pisarz
- Jimmie Dale Gilmore (ur. 1945) – piosenkarz country
- Ann Doran (1911–2000) – aktorka
- Bascom N. Timmons (1890–1987) – dziennikarz, doradca prezydentów
- Rick Husband (1957–2003) – astronauta i pilot myśliwca
- Jack Wrather (1918–1984) – przedsiębiorca i biznesmen naftowy